# Phyllanthus ventricosus
Phyllanthus ventricosus är en emblikaväxtart som beskrevs av Grady Linder Webster. Phyllanthus ventricosus ingår i släktet Phyllanthus och familjen emblikaväxter. Inga underarter finns listade i Catalogue of Life.